# Guus Swillens
G.K. (Guus) Swillens (Kampen, 28 april 1949) is een Nederlands politicus van de PvdA.
Vanaf 1982 was Swillens gemeenteraadslid in Kampen en in 1987 werd hij daar wethouder. In 1991 werd hij benoemd tot burgemeester van Ossendrecht en vier jaar later volgde zijn benoeming tot burgemeester van de Limburgse gemeente Born wat hij bleef tot die gemeente op 1 januari 2001 opging in de gemeente Sittard-Geleen. Vanaf 16 december 2000 was Swillens de burgemeester van Wijk bij Duurstede. Eind 2012 ging hij vervroegd met pensioen en op 11 december 2012 heeft hij daar afscheid genomen. Hij werd op 20 december 2012 opgevolgd door Tjapko Poppens (VVD).